# 雨谷麻世
雨谷 麻世（あまがい まよ）は、日本の声楽家。東京芸術大学卒業。第2期川崎市名誉文化大使。川崎市出身。